# Царговец
Царговец (до 1991. Чарговец) је насељено место у саставу општине Видовец у Вараждинској жупанији, Хрватска. До територијалне реорганизације у Хрватској налазио се у саставу старе општине Вараждин.

## Становништво
На попису становништва 2011. године, Царговец је имао 410 становника.

## Попис1991.
На попису становништва 1991. године, насељено место Чарговец је имало 427 становника, следећег националног састава:
| Попис 1991.‍ | Попис 1991.‍ | Попис 1991.‍ | Попис 1991.‍ | Попис 1991.‍ |
| ----------- | ----------- | ----------- | ----------- | ----------- |
|             |             |             |             |             |
| Хрвати      | Хрвати      |             | 423         | 99,06%      |
| Југословени | Југословени |             | 1           | 0,23%       |
| непознато   | непознато   |             | 3           | 0,70%       |
| укупно: 427 |             |             |             |             |